# Nação Lésbica
Lesbian Nation: The Feminist Solution ("Nação Lésbica: a Solução Feminista. Obra não publicada em português) é um livro de 1973 da autora feminista lésbica radical e crítica cultural Jill Johnston.O livro foi originalmente publicado como uma série de ensaios apresentados no The Village Voice de 1969 a 1972.
O livro foi um importante manifesto inicial de feministas lésbicas e políticas separatistas. O termo "nação lésbica" tornou-se um grito de guerra e um poderoso símbolo de solidariedade para as primeiras lésbicas políticas, que buscaram transformar o que viam como uma sociedade patriarcal que os oprimia e excluía.

## Tese
No livro, Johnston descreve sua visão do feminismo lésbico radical . Ela argumenta a favor do separatismo lésbico, escrevendo que as mulheres devem romper totalmente com os homens e as instituições capitalistas dominadas por homens. A autora também escreveu que a heterossexualidade feminina era uma forma de colaboração com o patriarcado . 
O livro é dedicado "para minha mãe, que deveria ter sido lésbica e para minha filha, na esperança de que ela seja".
Escrevendo na Gay &amp; Lesbian Review em 2007, Johnston resumiu seus pontos de vista: "Todas as mulheres são lésbicas, exceto aquelas que não sabem disso".

## Recepção
Becki L. Ross escreveu o livro The House That Jill Built: A Lesbian Nation in Formation, que analisa a história do movimento feminista lésbico.  No clima geral de empolgação intelectual, política e sexual que era o início do relacionamento lésbico movimento, o estilo de revelação pessoal de Johnston, misturado com teoria política radical, foi imensamente atraente.

## Legado
As ideias de Johnston e de sua geração de feministas contribuíram para que, em 1976, a "heterossexualidade compulsória" tenha sido nomeada como um dos crimes contra as mulheres pelo Tribunal de Bruxelas sobre Crimes contra as Mulheres.
Da mesma forma, a escrita de Johnston inspirou a acadêmica feminista canadense Becki Ross a descrever a "Lesbian Organization of Toronto", uma organização lésbica extremamente ativa de 1976 a 1980, como "a casa que Jill construíu."